# 볼프-레이에 성운
불프-레이에 성운 (영어: Wolf–Rayet nebula)은 볼프–레이에별을 둘러싸고 있는 성운을 말한다.
볼프-레이에 성운의 예로는 초승달 성운, NGC 2359 및 NGC 3199가 있다. 일부 볼프-레이에 성운은 눈에 띄게 큰 나선형 구조를 가지고 있다. 예를 들어 WR 104는 과거 바람개비 성운으로 불리어지고 있었다.